# Italienische Fußballmeisterschaft 1902
Die Italienische Fußballmeisterschaft 1902 war die fünfte italienische Fußballmeisterschaft, die von der Federazione Italiana Giuoco Calcio (FIGC) ausgetragen wurde.

## Organisation
Vom 2. bis zum 23. März 1902 fanden die regionalen Ausscheidungsspiele für das Finale statt. Das Halbfinale wurde am 6. April 1902 ausgetragen.
Das Finale fand am 13. April 1902 auf dem Campo Sportivo di Ponte Carrega in Genua statt. Hierbei trafen Titelverteidiger AC Mailand und der damalige Rekordmeister CFC Genua in einer Neuauflage des Vorjahresfinals aufeinander. Der CFC Genua setzte sich mit 2:0 durch und revengierte sich für die Niederlage im letzten Finale. Damit gewannen die Genuesen ihren vierten italienischen Meistertitel und wurden zum ersten Mal mit dem Fawcus-Pokal ausgezeichnet.

## Teilnehmer
Die SG Andrea Doria und die SC Audace Torino nahmen erstmals an der Meisterschaft teil.
- CFC Genua
- SG Andrea Doria
- AC Mailand
- SEF Mediolanum
- Football Club Torinese
- Juventus Turin
- Reale Società Ginnastica Torino
- SC Audace Torino

## Resultate

### Ausscheidungsrunde

#### Piemont
|                | Ergebnis |                   |
| -------------- | -------- | ----------------- |
| FC Torinese    | 1:1      | Juventus Turin    |
| Audace Torino  | 5:2      | Ginnastica Torino |
| Juventus Turin | 6:0      | Audace Torino     |
| FC Torinese    | *2:0 *   | Ginnastica Torino |
| FC Torinese    | 2:0      | Audace Torino     |
| Juventus Turin | *2:0 *   | Ginnastica Torino |

Tabelle
| Pl. | Verein            | Sp. | S | U | N | Tore | Diff. | Punkte |
| --- | ----------------- | --- | - | - | - | ---- | ----- | ------ |
| 1.  | Juventus Turin    | 3   | 2 | 1 | 0 | ?:?  | 00?   | 05     |
| 2.  | FC Torinese       | 3   | 2 | 1 | 0 | ?:?  | 00?   | 05     |
| 3.  | Audace Torino     | 3   | 1 | 0 | 2 | ?:?  | 00?   | 02     |
| 4.  | Ginnastica Torino | 3   | 0 | 0 | 3 | ?:?  | 00?   | 0      |

Aufgrund der Punktgleichheit von Juventus Turin und dem FC Torinese gab es am 23. März 1902 ein Entscheidungsspiel zwischen den beiden Vereinen:
|             | Ergebnis |                |
| ----------- | -------- | -------------- |
| FC Torinese | 4:1      | Juventus Turin |

Damit qualifizierte sich der FC Torinese für das Halbfinalspiel.

#### Ligurien – Lombardei
Ligurische Ausscheidung
|           | Ergebnis |                 |
| --------- | -------- | --------------- |
| CFC Genua | 3:1      | SG Andrea Doria |

Interregionale Ausscheidung
|           | Ergebnis |                |
| --------- | -------- | -------------- |
| CFC Genua | 2:0      | SEF Mediolanum |

Damit qualifizierte sich der CFC Genua für das Halbfinalspiel.

### Halbfinale
Trotz des Heimvorteils auf dem Campo di Piazza d’armi verlor der FC Torinese das Halbfinale nach zweimaliger Verlängerung. Der Schiedsrichter war interessanterweise Herbert Kilpin, ein Spieler des gesetzten Finalisten AC Mailand.
|             | Ergebnis  |           |
| ----------- | --------- | --------- |
| FC Torinese | 3:4 n. V. | CFC Genua |

Damit qualifizierte sich der CFC Genua für das Finale.

### Finale
|           | Ergebnis |            |
| --------- | -------- | ---------- |
| CFC Genua | 2:0      | AC Mailand |

## Meister
Damit war der CFC Genua zum vierten Mal italienischer Meister.
| Meister   |
| CFC Genua |

| Tor: - James Richardson Spensley Abwehr: - Paolo Rossi - Fausto Ghigliotti Mittelfeld: - Edoardo Pasteur I - Karl Senft - Howard Passadoro Angriff: - Joseph William Agar - Attilio Salvadè | - Henri Dapples - Alfred Cartier - Enrico Pasteur II Ersatz: - Alberto Delamare - Giovanni Foffani - Montaldi - Oscar Schöller Spielertrainer: - James Richardson Spensley |

## Torschützen
Die Torschützen sind ohne Tore aus der regionalen Ausscheidungsrunde aufgeführt, jedoch mit solchen aus interregionalen Ausscheidungen.
| Pl. | Name              | Verein      | Tore |
| --- | ----------------- | ----------- | ---- |
| 1   | Karl Senft        | CFC Genua   | 2    |
| 2   | Uberto Cagnassi   | FC Torinese | 1    |
| 2   | Enrico Pasteur II | CFC Genua   | 1    |
| 2   | Attilio Salvadè   | CFC Genua   | 1    |
| 2   | Ernest Verdun     | FC Torinese | 1    |

Zu fünf Toren aus dem Halbfinale ist der Torschütze unbekannt.